# Cuilcagh - Anierin Uplands SAC
Cuilcagh - Anierin Uplands SAC este o arie protejată (sit de importanță comunitară — SCI) din Irlanda întinsă pe o suprafață de 9.735,53 ha, integral pe uscat.

## Localizare
Centrul sitului Cuilcagh - Anierin Uplands SAC este situat la coordonatele 54°09′13″N 7°53′00″W / 54.153495°N 7.883404°V.

## Înființare
Situl Cuilcagh - Anierin Uplands SAC a fost declarat sit de importanță comunitară în noiembrie 1997 pentru a proteja 1 specie de plante și 6 specii de animale.

## Biodiversitate
Situată în ecoregiunea atlantică, aria protejată conține 11 habitate naturale: Pajiști uscate europene, Lacuri și iazuri distrofice naturale, Pajiști umede nord-atlantice cu Erica tetralix, Pante stâncoase silicioase cu vegetație casmofită, Formațiuni ierboase bogate în specii de Nardus, dezvoltate pe substraturi silicioase în zone montane (și în zone submontane, în Europa continentală), Turbării de acoperire (* exclusiv pentru turbării active), Ape oligotrofe din câmpii nisipoase, cu un conținut foarte redus de minerale (Littorelletalia uniflorae), Pajiști alpine și boreale, Mlaștini turboase de tranziție și turbării mișcătoare, Grohotișuri silicioase de la nivelul montan până la nivelul zăpezii (Androsacetalia alpinae și Galeopsietalia ladani), Izvoare petrifiante cu formare de travertin (Cratoneurion).
La baza desemnării sitului se află mai multe specii protejate:
- plante (1): Hamatocaulis vernicosus
- păsări (6): fugaci de țărm (Calidris alpina), șoim de iarnă (Falco columbarius), șoim călător (Falco peregrinus), culic mare (Numenius arquata), ploier auriu (Pluvialis apricaria), mierlă gulerată (Turdus torquatus)

Pe lângă speciile protejate, pe teritoriul sitului au mai fost identificate 1 specie de păsări, 2 specii de amfibieni, 2 specii de mamifere, 2 specii de nevertebrate.